# Won Yun-jong
Won Yun-jong, kor. 원윤종 (ur. 17 czerwca 1985 w Seulu) – południowokoreański bobsleista (pilot boba), wicemistrz olimpijski w czwórkach z Pjongczangu.
Dwukrotnie uczestniczył w zimowych igrzyskach olimpijskich. W 2014 roku w Soczi zajął 18. miejsce w dwójkach (wraz z nim wystąpił Seo Young-woo) oraz 20. w czwórkach (wraz z nim wystąpili Jun Jung-lin, Suk Young-jin i Seo Young-woo). W 2018 roku w Pjongczangu był chorążym koreańskiej ekipy podczas ceremonii otwarcia igrzysk olimpijskich. W zawodach olimpijskich zajął szóste miejsce w dwójkach (razem z Seo Youngiem-woo), a w czwórkach zdobył srebrny medal (w zespole wystąpili również Jun Jung-lin, Seo Young-woo i Kim Dong-hyun), zajmując z niemieckim bobem ex aequo drugie miejsce. Był to pierwszy w historii medal olimpijski w bobslejach wywalczony przez zespół z Azji.